# Ensemblefilm
Der Ensemblefilm [ãˈsãːbləfɪlm] (von frz.: ensemble = miteinander, Gesamtheit) bezeichnet eine Filmgattung, bei der die Hauptrollen eines Films in ihrer Wichtigkeit gleichbedeutend sind. Dabei verzichten Stars meist auf ihre übliche Bezahlung und der Ausfall eines Darstellers ist leichter zu verkraften. Die Besetzung im Ensemble kann als Kunstgriff verarbeitet werden, weil der Zuschauer die Entwicklung aller Figuren äquivalent mitverfolgen muss. Es gibt eigene Filmpreise, die für Ensemblefilme verliehen werden, zum Beispiel in den USA der National Board of Review Award für das Beste Schauspielensemble und der Best Ensemble Award der Screen Actors Guild.

## Charakterisierung
Die Dominanz eines Filmhelden ist im US-amerikanischen Film ein wesentliches Stilmerkmal: Der Held ist Mittelpunkt der Geschichte, seine Handlungen, Ziele und Wünsche bestimmen das Geschehen. Andere Figuren sind ihm in ihrer Bedeutung untergeordnet. Die Kritik an diesem Stereotyp bestimmt von Beginn an die Rezension des Hollywoodfilms. Der Ensemblefilm verwendet statt des individuellen Helden entweder ein Heldenkollektiv (Panzerkreuzer Potemkin, 1925), mehrere Protagonisten (Rom, offene Stadt, 1945) oder ein Ensemble von Charakteren, die in ihrer Bedeutung für die Handlung gleichberechtigt sind (Nashville, 1975; Eine Hochzeit, 1978). Tröhler unterteilt den Ensemblefilm in Gruppen- und Mosaikfilm. Während im Gruppenfilm eine Gruppierung wie etwa eine Schulklasse, eine Familie oder informelle Gruppen an einem zentralen Ort auftritt (Die Clique, 1966), wird ein Mosaikfilm von unabhängigen und zufälligen Überschneidungen von Handlung und Figuren bestimmt (Short Cuts, 1993; 71 Fragmente einer Chronologie des Zufalls, 1994). Ein Ensemble hat in seiner Gesamtheit einen bestimmten Wirkungseffekt. Wenn sich Ensembles über mehrere Filme hinweg formieren, entsteht ein eigenes „kommunikatives Repertoire“; zum Beispiel in den Filmen von John Cassavetes und Rainer Werner Fassbinder.

## Beispiele
Folgende Spielfilme können als Ensemblefilm gewertet werden:
- Sechs Schicksale (1942)
- Versailles – Könige und Frauen (1954)
- Getrennt von Tisch und Bett (1958)
- Frankie und seine Spießgesellen (1960)
- Urteil von Nürnberg (1961)
- Der längste Tag (1962)
- Das war der Wilde Westen (1963)
- Eine total, total verrückte Welt (1963)
- Die größte Geschichte aller Zeiten (1965)
- Brennt Paris? (1966)
- Das Hotel (1967)
- Casino Royale (1967)
- Die Schlacht an der Neretva (1968)
- Airport (1970)
- Erdbeben (1974)
- Mord im Orient-Express (1974)
- Die Tatarenwüste (1976)
- Reise der Verdammten (1976)
- Die Brücke von Arnheim (1977)
- Hannah und ihre Schwestern (1986)
- JFK (1991)
- Short Cuts (1993)
- Pulp Fiction (1994)
- Heat (1995)
- Mars Attacks! (1996)
- Rossini – oder die mörderische Frage, wer mit wem schlief (1997)
- Bin ich schön? (1998)
- Der schmale Grat (1998)
- Magnolia (1999)
- Rat Race – Der nackte Wahnsinn (2001)
- Ocean’s Eleven  (2001, und seine beiden Fortsetzungen)
- Der Herr der Ringe: Die Gefährten  (2001) (und seine beiden Fortsetzungen Die zwei Türme und Die Rückkehr des Königs)
- 8 Frauen (2002)
- Dogville (2003)
- Tatsächlich… Liebe (2003)
- Sin City (2005)
- Bobby (2006)
- Departed – Unter Feinden (2006)
- Shoppen (2006)
- The Expendables (2010, und seine beiden Fortsetzungen)
- Movie 43 (2013)
- Das ist das Ende (2013)
- Der Butler (2013)
- Nymphomaniac (2013)
- Grand Budapest Hotel (2014)
- The Hateful 8 (2015)
- Das perfekte Geheimnis (2019)
- Klassentreffen (2019)